# Patriki/Tuzluca
Patriki (griechisch Πατρίκι, türkisch Tuzluca) ist einer der größeren Orte auf der Karpas-Halbinsel im Osten Zyperns, an deren Südwestrand er liegt; der Name bedeutet ‚väterlich‘, er könnte aber auch nach einem der dortigen Grundherren dieses Namens benannt worden sein. 1975 wurde er von türkischsprachigen Zyprern in Tuzluca umbenannt (Tuz = Salz), was ‚etwas salzig‘ bedeutet.

## Geschichte
Schon im osmanischen Zensus von 1831 bildeten die Griechen die Mehrheit im Dorf. Von den 55 Haushaltsvorständen galten nur zwei als Türken. Diese Zahl hatte sich bis 1891, als die Insel britisch war, nicht verändert, doch lebten nun 393 Griechen im Ort. Zehn Jahre später zählte man 389 Einwohner, wobei bis zum Zensus von 1946, als dort fünf Türken lebten, keine türkischsprachigen Bewohner mehr erschienen. Hingegen stieg die Zahl der Griechen weiter an: 1911 waren es 544, 1921 586. 1946 waren es 829. 1960 lebten wieder ausschließlich Griechen im Dorf, wobei man jedoch nur noch 581 Einwohner zählte.
Im August 1974 flohen die meisten der rund 600 Bewohner vor den herannahenden türkischen Truppen Richtung Süden. Jedoch blieben 98 von ihnen im Dorf, das bis Oktober 1975 eine Enklave bildete. Sie wurden bis 1976 südlich der Demarkationslinie deportiert.
Durch die Zuwanderung von Türken aus Anatolien wurde das Dorf neu besiedelt. Sie kamen aus den Provinzen Muş, Adana, Trabzon, Erzurum und Gaziantep. Hinzu kamen aus Paphos (Baf) und Pentakomo (Beşevler) vertriebene Türken aus dem Distrikt Limassol. 2006 zählte man 334 Einwohner.